# Проспект Дзержинского (Ярославль)
Проспе́кт Дзержи́нского (бывшая улица Дзержинского) — проспект в северной части города Ярославля, одна из главных улиц района Брагино. Начинается от Тутаевского шоссе, пересекает Ленинградский проспект и тянется до развязки с Юго-западной окружной дорогой, с выходом на окружную автодорогу, ведущую к Юбилейному мосту.

## История
В 1964 году началась застройка первых четырёх микрорайонов жилого района Брагино. В декабре 1967 года решением горкома улицу, которую планировали проложить по северо-западному краю этого жилого массива, по случаю празднования 50-летия ВЧК-ОГПУ-КГБ назвали улицей Дзержинского, в честь Ф. Э. Дзержинского — основателя ВЧК, ключевого организатора массового террора, концентрационных лагерей и политических репрессий. Фактически эта улица так и не была построена, проложили только два не соединённых между собой узких проезда вдоль краёв 1-го и 4-го микрорайонов. В своём начале улица имеет небольшой изгиб в связи с тем, что рядом планировалось строительство въезда на новый железнодорожный мост через Волгу, но этот проект не был осуществлён.
В 1967 году началась застройка 5-го микрорайона в Новом Брагине, на следующий год — микрорайонов 4А, 4Б, 4В в Южном Брагине; улица Дзержинского была продлена и со временем оказалась по середине крупнейшего в Ярославле жилого района. Южная часть улицы — от Громова до Ленинградского проспекта — была преобразована в широкий проспект с дублёрами и зелёными насаждениями. В августе 1977 года по случаю 100-летия со дня рождения Дзержинского улицу переименовали в проспект Дзержинского, а на углу с Ленинградским проспектом установили памятник Дзержинскому. После завершения строительства окружной дороги проспект стал одним из главных въездов в Брагино.
Строительство проспекта на участке от Ленинградского до Тутаевского шоссе, планировавшееся ещё в начале 1970-х годов, многократно откладывалось из-за нехватки средств. В 2015 году было объявлено о планах построить его до 2020 года. В 2021 году глава района сообщила о планах завершить строительство к 2025 году.

## Здания и сооружения
- № 4а — Начальная школа-детский сад № 115
- № 16 — Детская поликлиника №3
- № 18 — Детский сад № 15 «Родничок»
- № 21 — Центр детей и юношества
- № 23а — Дзержинский рынок
- № 33а — Детский сад № 120
- № 73а — Детский сад № 233